# Falniowskia neglectissima
Falniowskia neglectissima is een slakkensoort uit de familie van de Hydrobiidae. De wetenschappelijke naam van de soort is voor het eerst geldig gepubliceerd in 1989 door Falniowski & Steffek.